# Bonehau
Bonehau är en administrativ by i Indonesien.   Den ligger i provinsen Sulawesi Selatan, i den centrala delen av landet, 1 400 km öster om huvudstaden Jakarta.